# Kompaktdensitet
Kompaktdensitet är ett densitetsmått som används för porösa material. I kompaktdensiteten inräknas endast det kompakta materialets volym. Volymen för materialets öppna och slutna porer räknas inte med. Detta medför att kompaktdensiteten blir högre än skrymdensiteten. För ämnen som inte är porösa är kompakt- och skrymdensitet lika stora.